# ララ・ウェンデル
ララ・ウェンデル（Lara Wendel, 本名 Daniela Rachele Barnes 1965年3月29日 - ）は、ドイツのミュンヘン出身の女優。主にイタリアのサスペンス映画で活躍する。

## 略歴
両親共に俳優。子役として出演。デビューは、1972年『MIO CARO ASSASSINO』(イタリア/スペイン)。『皆殺しのハンター』(1972年)、『マーク・レスター 可愛い目撃者』(1972年)を経て、1977年には『思春の森』でエヴァ・イオネスコとともに過激な少女ヌードを見せ話題になる。引き続き『エルネスト 美しき少年』(1979年)、『Un Ombra nell'ombra』(1979年)、『デシデーリア＝欲望』(1980年)、で主役として危険な思春期の少年少女の役柄を演じ存在感を発揮。成人後の出演作はB級ホラーが多い。アントニオーニの『ある女の存在証明』(1982年)や、フェリーニの『インテルビスタ』(1987年)にもクレジットされている。1990年代以降、結婚、出産をしたせいか出演作が途絶えている。
1980年代には『PLAYBOY』など男性誌にも何度か登場して美しい体を披露した。
イタリア語、英語、アレマン語、フランス語に堪能。
1993年に女優業を引退しており、現在はイタリアのローマ在住。

## 出演作品
- 皆殺しのハンター La mala ordina (1972)
- 思春の森 Maladolescenza (1977)
- 美しき少年/エルネスト Ernesto (1979)
- デシデーリア＝欲望 Desideria la vita Interiore (1980)
- シャドー Shadow Tenebrae (1982)
- ある女の存在証明 Identificazione di una donna (1982)
- ゴーストハウス Ghost House (1987)
- インテルビスタ Intervista (1987)
- キリング・バード Killing Birds Uccelli assassini (1987)
- 誘惑の香り An Australian In Rome (1987)
- 悪魔の教団 レッド・モンクス The Red Monks (1988)
- 金曜日の別荘で Husbands and Lovers (1991)